# Sebald Rudolf Steinmetz

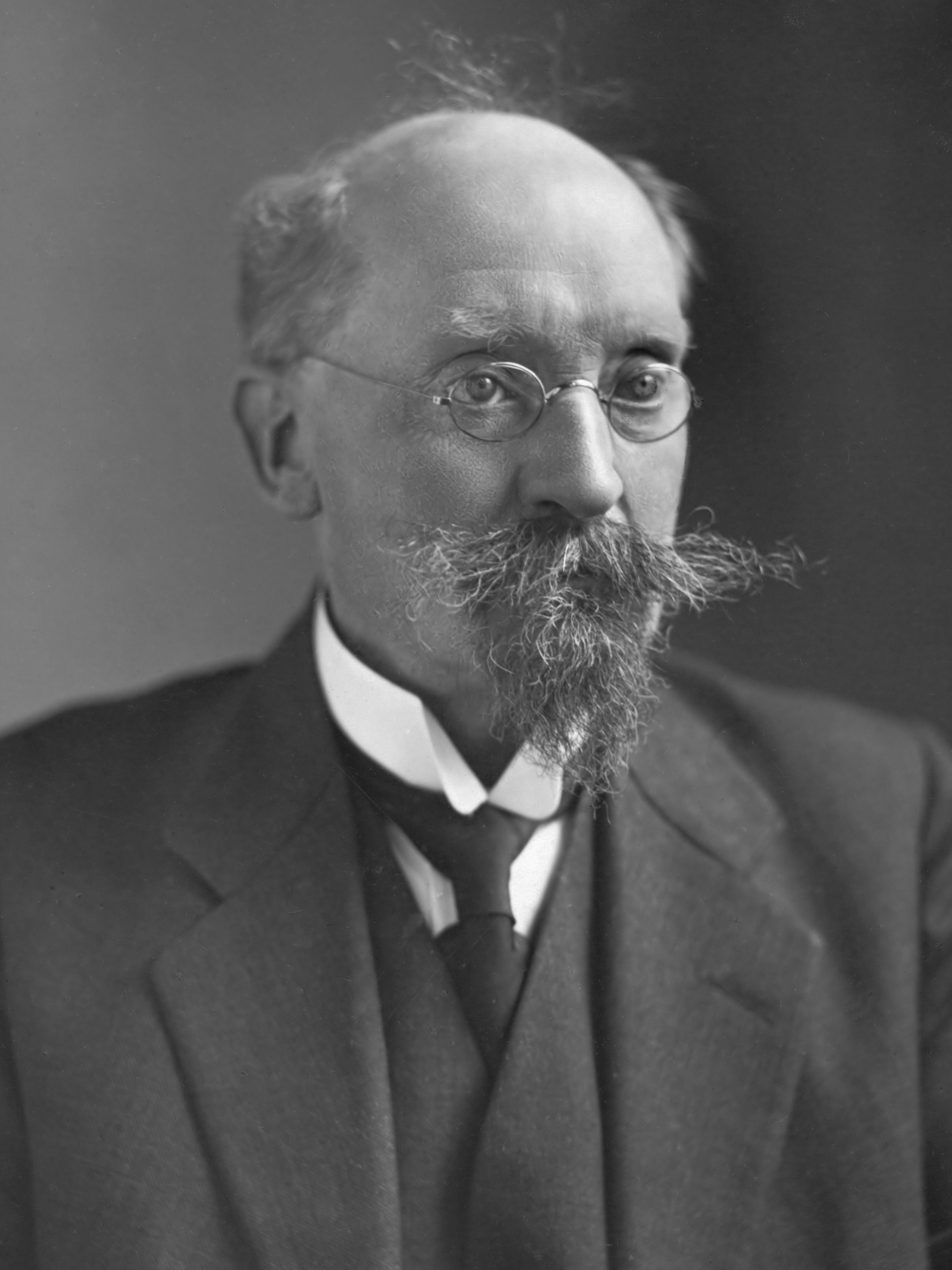
Sebald Rudolf Steinmetz (1919)

Sebald(us) Rudolph Steinmetz (* 6. Dezember 1862 in Breda; † 5. Dezember 1940 in Amsterdam) war ein niederländischer Ethnologe und Soziologe.

## Leben und Wirken
Steinmetz war Sohn eines Militärs, der an der Militärakademie in Breda Niederländisch und Geschichte unterrichtete. Sein Vater wurde später nach Den Haag versetzt, wo Steinmetz das Gymnasium absolvierte und dann von 1880 bis 1886 an der Universität Leiden Jura studierte. Nach einem ersten Studienabschluss zog Steinmetz nach Leipzig, wo er seine Studien bei Wilhelm Wundt und Friedrich Ratzel weiterführte, und kehrte 1888 in die Niederlande zurück, wo er 1892 promovierte. 1895 wurde er Privatdozent für Ethnologie und Soziologie an der Universität Utrecht, 1900 folgte eine befristete Anstellung als Dozent für Soziologie an der Universität Leiden. 1908 wurde er zum Professor an der Universität Amsterdam ernannt, als Nachfolger von Cornelius Marius Kan (1837–1919), dem ersten Geographieprofessor in den Niederlanden. In den folgenden Jahren lebte Steinmetz abwechselnd in Amsterdam und Hilversum. Er trat 1933 in den Ruhestand, blieb aber bis zu seinem Tod 1940 wissenschaftlich tätig.
Steinmetz wurde zum Stammvater der Soziologie seines Landes, da er zumal auch – wie Émile Durkheim das französische – das niederländische Bildungswesen und die Lehrerbildung stark beeinflusste, so dass die „Soziologie“ als Beruf dort eher als z. B. in Deutschland durchgesetzt wurde. Seine starke Betonung der Sammlung konkreter Daten (er prägte dafür den Begriff „Soziographie“), für einen Völkerkundler naheliegend, hat die Soziologie seines Landes („Amsterdamer Schule“) noch lange geprägt. Er war ferner ein Pionier der Kriegssoziologie.
Er begründete auch die erste soziologische Fachzeitschrift des Landes, Mens en Maatschappij. 1935 wurde er in die American Academy of Arts and Sciences gewählt.
Steinmetz war zweimal verheiratet. Seine erste Ehe wurde in Leipzig geschlossen und 1893 geschieden. Mit seiner zweiten Frau Willy Beekhuis, die er 1894 heiratete, lebte er bis zu ihrem Tod 1921.

## Ausgewählte Publikationen
- Ethnologische Studien zur ersten Entwicklung der Strafe. Tl. II, Phil. Diss., Universität Leiden, 1892
- Ethnologische Studien zur ersten Entwicklung der Strafe nebst einer psychologischen Abhandlung über Grausamkeit und Rachsucht. Tl. I, Leiden/Leipzig 1894
- Ethnographische Fragesammlung zur Erforschung des sozialen Lebens der Völker ausserhalb des modernen europäisch-amerikanischen Kulturkreises. Herausgegeben von der Internationalen Vereinigung für vergleichende Rechtswissenschaft und Volkswirtschaftslehre in Berlin und in deren Auftrage entworfen von Dr. S. R. Steinmetz. Bearbeitet und erweitert von R. Thurnwald. Berlin: R. v. Decker 1906.
- Die Philosophie des Krieges, Leipzig: Barth, 1907
- Essai d’une bibliographie systématique de l’Ethnologie jusqu’à l’année 1911, Bruxelles: Instituts Solvay, Institut de sociologie, 1911
- Die Stellung der Soziographie in der Reihe der Geisteswissenschaften. In: Archiv für Rechts- und Wirtschaftsphilosophie, 1913
- Wat is sociographie? In: Mens en Maatschappij, 1925
- Gesammelte kleinere Schriften zur Ethnologie und Soziologie, drei Bände. Groningen: Noordhoff 1928, 1930 und 1935
- Soziologie des Krieges, Leipzig: Barth 1929
- Die Niederlande, Berlin: Zentral-Verlag. Weltpolitische Bücherei Bd. 15, 1930
- Inleiding tot de sociologie. Haarlem: Erven F. Bohn. Volksuniversiteitsbibliotheek, 1931
- (Herausgeber) De rassen der mensheid. Wording, strijd en toekomst. Amsterdam: Elsevier 1938

## Sekundärliteratur
Bio-Bibliografie
- Herman van der Wusten: Biobibliography Sebald Rudolph Steinmetz, in: P. H. Armstrong/G. J. Martin, Geographers. Biobibliographical Studies, Bd. 24, 2005, S. 109–123

Einzelbeiträge
- F. van Heek: Omzien naar het sociografisch intermezzo (1925-1953), in: F. Bovenkerk u. a., Toen & thans. De sociale wetenschappen in de jaren derig en nu, Ambo, Baarn, S. 15–27
- Ben de Pater: Steinmetz: architect van de sociografie, in: Geografie 2001, S. 44